# Alonso de Mendoza
Alonso de Mendoza (Garrovillas de Alconétar, marzo 1485 – Tipuani, maggio 1550) fu un conquistador spagnolo, fondatore della città di La Paz, Sede del Governo dello Stato Plurinazionale della Bolivia, per mandato di Pedro de la Gasca, El Pacificador, per lodare la sua impresa di pacificare le colonie americane. Il nome della città commemora il ripristino della pace, quattro anni prima, dopo l'insurrezione di Gonzalo Pizarro e suo fratello Francisco contro Blasco Núñez Vela, primo viceré del Perù.

## Biografia

### Gli inizi
Alonso de Mendoza era un esploratore che faceva parte di coloro che lasciarono la Spagna, attratto dalle notizie sulla ricchezza del cosiddetto Nuovo Mondo, e dalle avventure di Francisco Pizarro e Diego de Almagro, che avevano conquistato l'Impero Inca, in un enorme continente in cui c'era ancora molto da scoprire e vincere.
Si stima che Alonso de Mendoza sia nato tra il 1480 e il 1490. Secondo alcune fonti, Mendoza combatté, come parte dell'esercito spagnolo, in Germania e in Italia. Poi si recò nelle Indie agli inizi del sedicesimo secolo, stabilendosi a Cuba quando Diego Velázquez de Cuéllar fu governatore. Il nome Alonso de Mendoza appare in un documento di Guanuco (Cuba) del 1520. Fu poi in Messico sotto il comando di Hernán Cortés; in Messico si stabilì a San Esteban del Puerto, da dove fu bandito perché considerato un agitatore.

### Il Perù
In seguito andò in Perù, dove per la sua intelligenza e simpatia si avvicinò a Francisco Pizarro, allora in guerra con Diego de Almagro. Combatté nella battaglia di Las Salinas contro lo stesso Almagro e nella battaglia di Chupas, in cui morì suo figlio Diego de Almagro el Mozo. Questi e altri fatti di armi, in cui dimostrò il suo coraggio e valore, lo portarono a Chuquisaca, dove sarebbe stato governatore.
Dopo varie vicissitudini, lasciò Gonzalo Pizarro per partire con il primo viceré del Perù; si unì ai ranghi di Francisco de Carvajal, che gli assegnò il grado di capitano e gli affidò diverse missioni in una lunga campagna contro il realista Diego Centeno. Tuttavia, quando la stella di Hernando e Gonzalo Pizarro declinò, passò al lato realista, sotto Pedro de la Gasca.
Questi notificò al capitano, il 7 aprile 1548, che era stato incaricato di fondare una nuova città, e gli fornì anche una lista di coloro che avrebbero concordato con lui la solenne cerimonia. A quel tempo, era il proprietario di miniere d'oro produttive nella regione di Tipuani.
Pedro de la Gasca, la cui missione in Perù si era conclusa con la soluzione dei conflitti creati tra i conquistadores e tra questi e il governo monarchico in alleanza con i proprietari delle terre, non intendeva rimanere molto più a lungo nel territorio americano, né come presidente della Real Audiencia de Lima né come viceré. Così, De la Gasca cercò l'uomo per il difficile compito di fondare una città e governarla almeno per i primi anni, e non esitò quando giunse alla conclusione che il designato e adatto per la missione era il capitano Alonso de Mendoza. Con esso decise le condizioni e il luogo in cui la città progettata sarebbe stata costruita, che ricordasse il compimento dell'importante missione affidatagli e il felice risultato raggiunto.

### Fondazione di La Paz

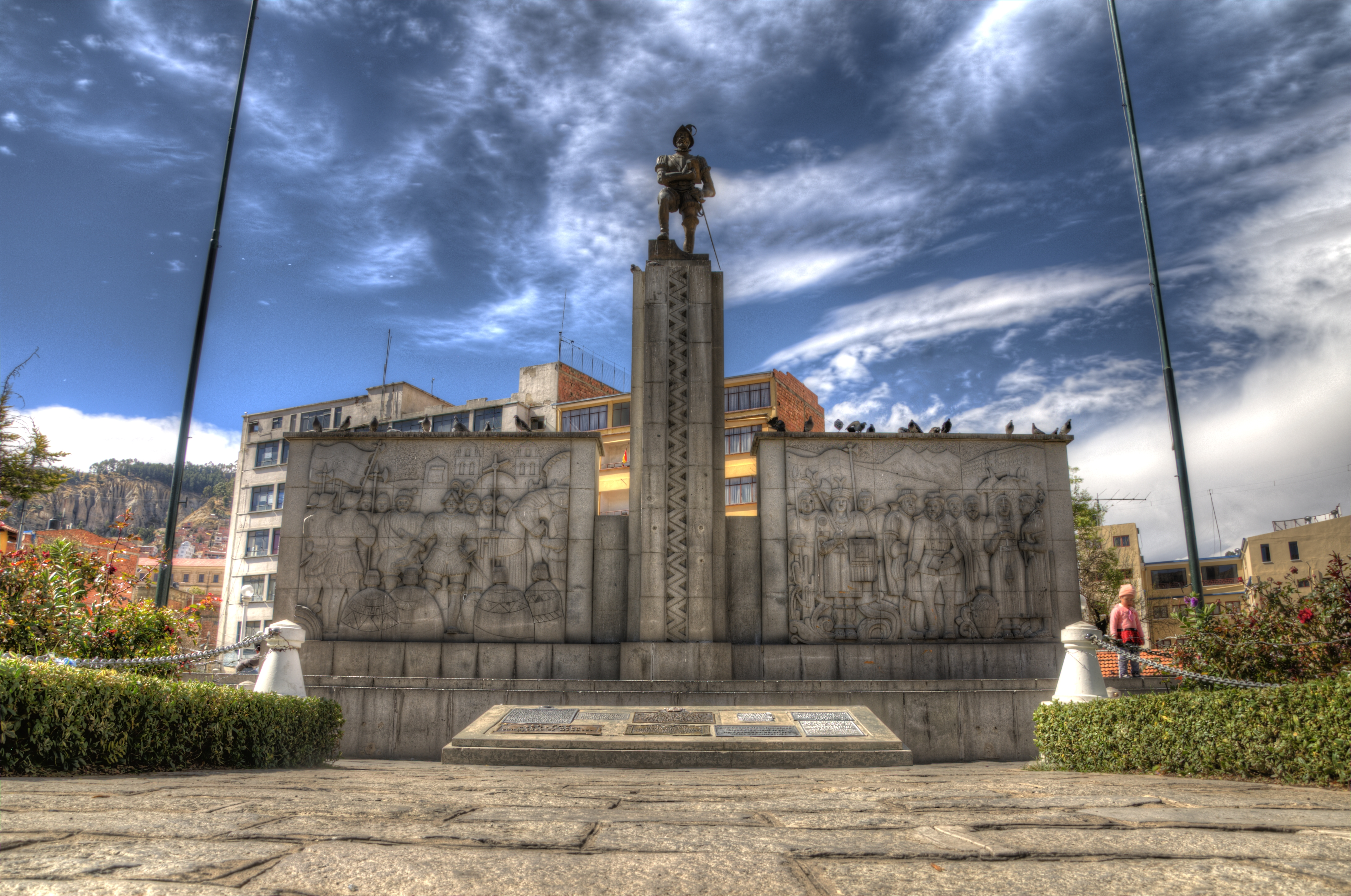
Plaza Alonzo de Mendoza, a La Paz

Mendoza decise di fondare la nuova città in una valle situata nel mezzo dell'altopiano boliviano, dove si trovava la località indigena Marca Chuquiago. Già allora molti dei funzionari del Vicereame del Perù, encomenderos e soldati, preti e mercanti, avevano attraversato l'altopiano e alloggiato a Chuquiago Marca, dove avevano ammirato la bellezza offerta dalla valle, in fondo a cui si poteva ammirare il passaggio di un flusso d'acqua rapido e mutevole - il fiume Choqueyapu - che precipitava giù per un ripido pendio. In fondo a questa depressione, a sud, c'era quella maestosa montagna che sembrava il fondo di un quadro: gli Illimani. La visione di questo colosso impressiona e affascina i visitatori ancora oggi.
Ma l'importanza della valle di Chuquiago Marca non risiede tanto nella bellezza del suo paesaggio, ma piuttosto protegge dai venti freddi dell'altipiano.
Sono stati tre sacerdoti (Francisco Morales, Francisco Laroca e Francisco Alcocer) che hanno influenzato Mendoza nello scegliere Chuquiago Marca come area per costruire la città e gli offrirono anche i piani per la costruzione.
Tuttavia, a causa delle difficoltà nel viaggio, la città fu ufficialmente fondata a Laja, un villaggio indigeno situato negli altipiani andini, arido e freddo, a 36 chilometri da La Paz. Lì Mendoza presiedette agli atti di fondazione il 20 ottobre 1548. Nell'atto costitutivo furono nominati i governanti della nuova città, Nuestra Señora de La Paz. Poco dopo la città si sarebbe trasferita nella sua posizione attuale.
La nuova città era una tappa obbligata sulla strada da Lima, capitale della Vicereame del Perù, a Potosí, la miniera d'argento più ricca del mondo. E da La Paz le strade si diressero verso il nord subtropicale, verso i depositi d'oro di Tipuani e verso l'area di Los Yungas, produttore di dozzine di frutti oltre alla foglia di coca. Yungas era un importante produttore agricolo per il vicereame.

### La morte
In quello stesso anno Alonso de Mendoza dovette agire contro una rivolta indiana a Potosí. Infine nel maggio del 1550 morì nella sua encomienda di Tipuani.